# 濱名孝行
濱名孝行（日语：浜名 孝行，1967年11月3日—），日本男性動畫演出家、動畫導演。

## 人物簡介
高中畢業後不久，進入動畫公司亞細亞堂開始上班，4年後再加入IG龍之子（現：Production I.G），曾擔任許多部動畫的作畫，不久後因自覺自己在繪畫動畫方面的實力有限，轉而晉身演出家，並初次於《蠟筆小新》電視動畫的第322話以演出身份亮相。稍後再成為TRANS ART旗下的一員後，再升格成為少女漫畫《Good Morning Call愛情起床號》的導演。因執導《網球王子》而聲名大燥。
此外，與AtelierRoku所屬的美術人員濱名御孝名字相似，但不是他的別名。

## 主要參加作品

### 電視動畫
- 哆啦A夢（1988年，作畫）
- 亂馬½（1989年，原畫）
- 奇天烈大百科 （1989年，原畫）
- 大耳鼠（1989年－1991年，作畫監督、原畫）
- 21衛門（1991年－1992年，原畫）
- 蠟筆小新（1992年－，分鏡、演出、原畫）
- BLUE SEED（1994年，原畫）
- 天才寶貝（1996年－1997年，原畫）
- 火龍小武士（1998年－1999年，原畫）
- 徽章戰士（1999年－2000年，作畫監督）
- 徽章戰士魂（2000年－2001年，導演補、分鏡、演出）
- （2001年，分鏡）
- PaRappa the Rapper（日语：パラッパラッパー）（2001年，分鏡、演出）
- 網球王子（2001年－2005年，導演[1]）
- 韋駄天翔（2005年－2006年，導演）
- 威爾貝魯物語 ～威爾貝魯的姐妹～（2007年，導演[2]）
- 威爾貝魯物語 ～威爾貝魯的姐妹～ 第二幕（2008年，導演）
- 圖書館戰爭（2008年，導演）
- 獸之奏者 艾琳（2009年，導演[3]）
- 如果杜拉克（2011年，導演）
- BLOOD-C（2011年，分鏡、演出）
- 光明之心 ～幸福的麵包～（2012年，原畫）
- 黑子的籃球（2012年，演出、原畫）
- PSYCHO-PASS（2012年，分鏡、演出、原畫）
- 蟲奉行（2013年，導演）
- 妖怪手錶（2014年，分鏡、演出）
- 純潔的瑪利亞 （2015年，演出）
- 小松先生（2015年，分鏡、原畫）
- 咕嚕咕嚕魔法陣 (2017年版)（2017年，原畫）
- 魔術士歐菲迷途之旅（2020年，導演、分鏡）
- 阿爾蒂（2020年，導演[4]、分鏡）

### OVA
- 幸福的形式（日语：しあわせのかたち）（1990年，原畫）
- 電影少女 -VIDEO GIRL AI-（1992年，原畫）
- Fantasia（日语：ふぁんたじあ）（1993年，原畫）
- THE八犬傳［新章］（1994年，原畫）
- 爆炎學園（日语：爆炎CAMPUSガードレス）（1994年，原畫）
- BLUE SEED2（1996年，原畫）
- 網球王子 Original Video Animation 全國大會篇 Semifinal（2008年，分鏡）
- 網球王子 Original Video Animation 全國大會篇 Final（2008年，分鏡）
- 鑽石王牌  Face（2014年，導演、分鏡）
- 鑽石王牌 Out Run（2015年，導演）

### 電影動畫
- 橙路：但願回到過去（1988年，動畫）
- 亞爾斯蘭戰記（1991年，原畫）
- （1997年，原畫）
- 超人力霸王貓2 快樂大作戰（1998年，原畫）
- 人狼 JIN-ROH（2000年，原畫）
- 劇場版 網球王子：二人武士 The First Game（2005年，導演）
- 劇場版 網球王子：跡部的禮物 獻給你的網王祭（2005年，導演）
- 地下巧克力（日语：チョコレート・アンダーグラウンド）（2009年，導演）
- Loups=Garous 應避開的狼（2010年，原畫）
- 圖書館戰爭 革命之翼（2012年，導演）
- 喬凡尼的島（日语：ジョバンニの島）（2014年，原畫）
- THE LAST -NARUTO THE MOVIE-（2014年，演出）
- 魔法少女奈葉Reflection（2017年，導演[5]）
- 魔法少女奈葉Detonation（2018年，導演）
- 七大罪劇場版 被光詛咒的人們（2021年，導演）
- 留级魔女 風嘉與黑之魔女（2023年，導演）

### 網路動畫
- 怪物彈珠 (第2期)（2017年，導演）

### 遊戲
- WILD ARMS 2nd IGNITION（日语：ワイルドアームズ セカンドイグニッション）（1999年，原畫）

### 其它
- （1999年，《怪獸家族》試映短片，原畫）
- 史萊姆冒險記 ～海邊耶，耶～（日语：スライム冒険記）（1999年，Jump Festa上映短片，原畫）

## 相關項目
- 亞細亞堂
- Production I.G
- TRANS ARTS（日语：トランス・アーツ）
- 日本動畫師列表